# Thomas Sparr
Thomas Sparr, född 27 mars 1963, är en svensk före detta friidrottare (hinderlöpare). Han tävlade för IFK Mora. Sparr vann 3000 m hinder i Finnkampen 1992 på 8.37,01.